# Диборид марганца
Диборид марганца — неорганическое соединение металла марганца и бора с формулой MnB2,
серо-фиолетовые кристаллы.

## Получение
- Спекание бора и марганца:

{\displaystyle {\mathsf {Mn+2B\ {\xrightarrow {T}}\ MnB_{2}}}}

## Физические свойства
Диборид марганца образует серо-фиолетовые кристаллы.